# Kurt von Briesen
Kurt von Briesen, nemški general, * 3. maj 1886, † 20. november 1941.